# Hülya Darcan
Hülya Darcan (Smirne, 27 aprile 1951) è un'attrice turca, nota per aver interpretato il ruolo di Lütfiye Duman nella serie Terra amara (Bir Zamanlar Çukurova).

## Biografia
Hülya Darcan è nata il 27 aprile 1951 a Smirne (Turchia), da una famiglia di origine albanese; ha una sorella che si chiama Nuray Darcan Özalp.

## Carriera
Hülya Darcan si è diplomata presso il liceo Karatas Anatolian High School di Smirne. Nel 1967, all'età di sedici anni, è arrivata al terzo posto al concorso di cover star di Ses Mecmuası, una delle riviste famose dell'epoca. Di conseguenza, ha ricevuto un'offerta dal cinema. Ha interpretato il ruolo principale con Fikret Hakan, Ekrem Bora e Tugay Toksöz nel film Silahları Ellerinde Öldüler. Nel 2021 e nel 2022 è stata scelta per interpretare il ruolo di Lütfiye Duman nella serie di ATV Terra amara (Bir Zamanlar Çukurova), insieme agli attori Hilal Altınbilek, Kerem Alışık, Furkan Palalı e İlayda Çevik.

## Vita privata
Hülya Darcan è stata sposata dal 1974 al 2005 con Tanju Korel, dal quale ha avuto due figlie: Zeynep, nata nel 1975 e Bergüzar, nata nel 1982.

## Filmografia

### Cinema
- Adalardan Bir Yar Gelir Bizlere, regia di Abdurrahman Palay (1964)
- Kanunsuz Toprak, regia di Bilge Olgaç  (1967)
- Kurbanlık Katil, regia di Lütfi Akad (1967)
- Çelik Bilek, regia di Çetin Inanç (1967)
- Kara Kartal, regia di Kemal Kan (1967)
- Silahları Ellerinde Öldüler, regia di Feyzi Tuna (1967)
- Hakanlar Savaşı, regia di Mehmet Aslan (1968)
- Sinanoğlu'nun Dönüşü, regia di Yavuz Yalinkiliç (1968)
- Sinanoğlu, regia di Yavuz Yalinkiliç (1968)
- Karanlık Yollar, regia di Ferit Ceylan (1968)
- Bir Mahkum Kaçtı, regia di Nisan Hançer (1968)
- Talihsiz Meryem, regia di Aykut Düz (1968)
- Beş Ateşli Kadın, regia di Frank Agrama (1968)
- Dertli Pınar, regia di Nuri Ergün (1968)
- Gültekin Asya Kartalı, regia di Mehmet Aslan (1968)
- Ana Yüreği, regia di Çetin Karamanbey (1969)
- Hedefte Vuruşanlar, regia di Çetin Inanç (1969)
- Kanlı Gelinlik, regia di Yavuz Figenli (1969)
- Kendi Düşen Ağlamaz, regia di Abdurrahman Palay (1969)
- Sabah Olmasın, regia di Nuri Ergün (1969)
- Şeytanın Oyunu, regia di Nisan Hançer (1969)
- Şirvan, regia di Kemal Kan (1969)
- Anadolu Soygunu, regia di Önder Yorgancilar (1969)
- Asi Kabadayı, regia di Çetin Inanç (1969)
- Asrın Kralı, regia di Çetin Inanç (1969)
- Beyaz Mendilim, regia di Kemal Kan (1969)
- Bir Aşk Türküsü, regia di Abdurrahman Palay (1969)
- Çile, regia di Ugur Duru (1969)
- Dağa Çıkan Kız (1969)
- Kurşunların Kanunu, regia di Nuri Ergün (1969)
- Çakırcalı Mehmet Efe ve Ayşe, regia di Yilmaz Atadeniz (1969)
- Dişi Eşkiya, regia di Orhan Elmas (1969)
- Beşikteki Miras (1969)
- Kaderin Ağları, regia di Mehmet Aslan (1970)
- Tehlikeli Oyun, regia di Nuri Ergün (1970)
- Canlı Hedef, regia di Yılmaz Güney e Serif Gören (1970)
- Dağların Kartalı, regia di Feyzi Tuna (1970)
- Altın Tabancalı Adam, regia di Çetin Inanç (1970)
- Aslan Yürekli Mahkum, regia di T. Fikret Uçak (1970)
- Deli Ormanlı, regia di Nisan Hançer (1970)
- Kadın Satılmaz, regia di Mahmut Dedehayir (1970)
- Kanlı Kader, regia di Birsen Kaya (1970)
- Kara Leke, regia di Semih Evin (1970)
- Yaslı Gelin, regia di Orhan Elmas (1970)
- Fakir Kızın Kısmeti, regia di Semih Evin (1971)
- Dudaktan Silaha, regia di Mehmet Aslan (1971)
- En Kralına Tek Kurşun, regia di Yavuz Figenli (1971)
- Fedailer Mangası, regia di Ilhan Engin (1971)
- Kanunsuz Yaşayanlar, regia di Birsen Kaya (1971)
- Ölmeden Tövbe Et, regia di Yücel Uçanoglu (1971)
- Sıra Sende Yosma, regia di Yavuz Figenli (1971)
- Silahlar Konuşuyor, regia di Nejat Okçugil (1971)
- Yalnız Değiliz, regia di Yücel Uçanoglu (1971)
- Yumruk Yumruğa, regia di Melih Gülgen (1971)
- Haraç (1971)
- Örümcek, regia di Taner Oguz (1972)
- Cehennemin Beş Delisi, regia di Mehmet Aslan (1972)
- Yirmi Yıl Sonra, regia di Osman F. Seden (1972)
- İnsafsız, regia di Semih Evin (1972)
- Tarkan: Güçlü Kahraman, regia di Mehmet Aslan (1973)
- Dağlar Kurbanı, regia di Taner Oguz (1973)
- Ali ile Gül, regia di Asaf Tengiz (1973)
- Muhteşem Hırsız, regia di Tunç Basaran (1973)
- Ali'ye Gönül Verdim, regia di Asaf Tengiz (1973)
- Kaderimiz, regia di Melih Gülgen (1973)
- Kara Elmas, regia di Adem Ayral (1990)
- Lady Winsley'i Kim Öldürdü, regia di Hiner Salem (2019)

### Televisione
- Bizim Ev – serie TV (1995)
- Zeybek Ateşi – serie TV, 3 episodi (2002)
- Baba – serie TV (2003)
- Hırçın Menekşe – serie TV, 5 episodi (2003)
- Büyük Yalan – serie TV, 30 episodi (2004-2006)
- Zeytin Dalı – serie TV, 3 episodi (2005)
- İyi ki Varsın – serie TV (2006)
- Tutsak – serie TV (2007)
- Vazgeç Gönlüm – serie TV, 1 episodio (2007-2008)
- Binbir Gece – serie TV, 1 episodio (2008)
- Samanyolu – serie TV, 29 episodi (2010)
- Kalbim Seni Seçti – serie TV, 23 episodi (2011)
- Leyla'nın Evi – serie TV (2012)
- Dila Hanım – serie TV, 62 episodi (2012-2014)
- Diriliş Ertuğrul – serie TV, 150 episodi (2014-2019)
- Kadın – serie TV, 36 episodi (2019-2020)
- Şeref Sözü – serie TV, 4 episodi (2020)
- Terra amara (Bir Zamanlar Çukurova) – serie TV, 54 episodi (2021-2022)
- Aşka Tutsak – serie TV (2024)
- Kül Masalı – serie TV, 10 episodi (2024)

## Doppiatrici italiane
Nelle versioni in italiano dei suoi film e delle sue serie TV, Hülya Darcan è stata doppiata da:
- Antonella Giannini[15] in Terra amara[16]

## Riconoscimenti
- Pantene Golden Butterfly Awards
  - 2016: Vincitrice come Miglior attrice in una serie televisiva per Diriliş Ertuğrul insieme a Mehmet Bozdag, Metin Günay, Atilla Engin ed Engin Altan Düzyatan